# Große Reformierte Kirche (Debrecen)

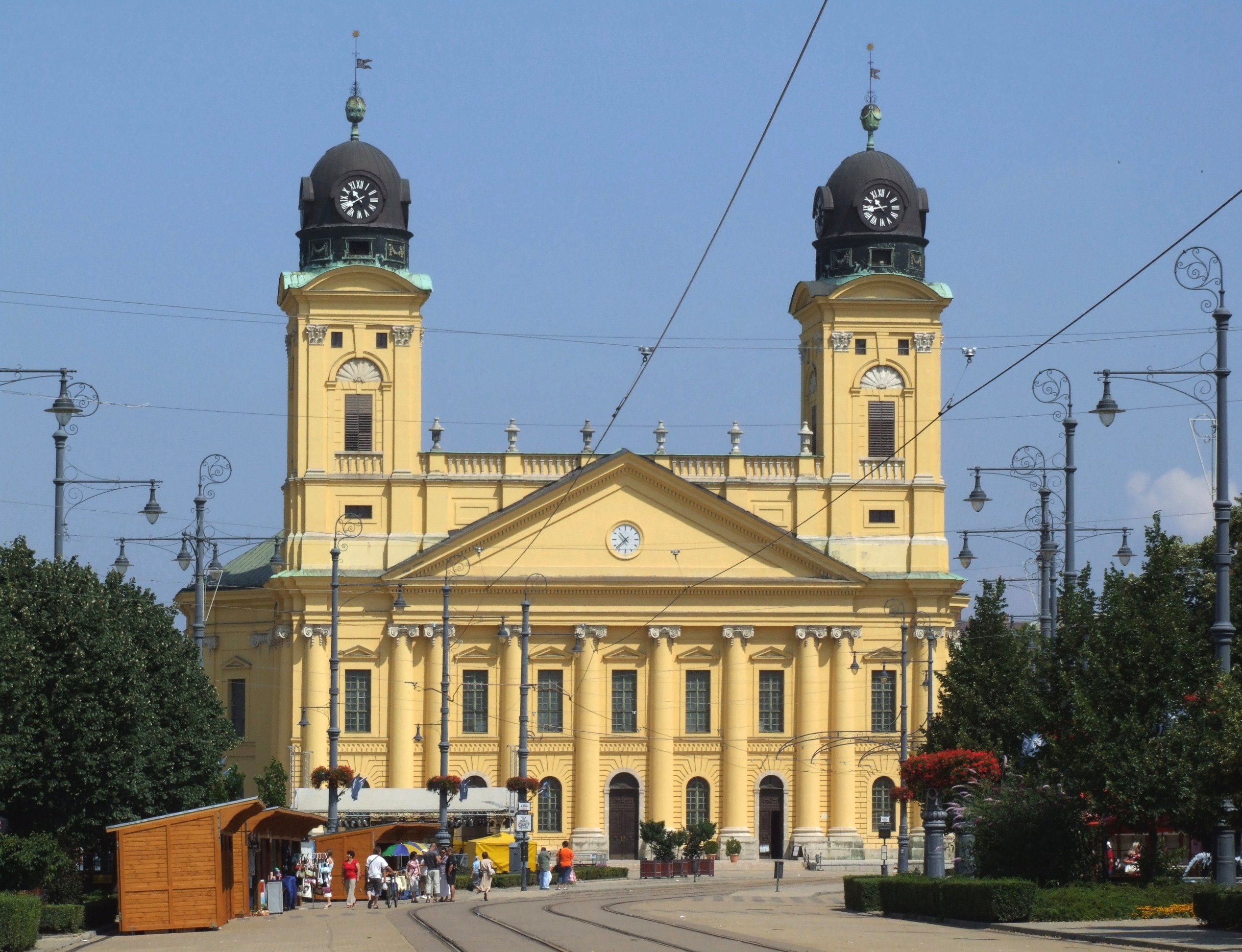
Außenansicht

Die Große Reformierte Kirche (ungarisch Református nagytemplom) ist eines der bekanntesten Gebäude der Stadt Debrecen (deutsch Debrezin). Es befindet sich im Zentrum der Stadt zwischen dem Kossuth tér und dem Calvin tér. Sie gilt als ein Symbol des protestantischen Glaubens in Ungarn. In diesem Zusammenhang wird Debrecen auch als Calvinistisches Rom tituliert. Das Kirchengebäude ist Ungarns flächenmäßig größte reformierte Kirche (1.500 Quadratmeter Grundfläche) und beherbergt auch die größte Glocke einer reformierten Kirche. Es ist die Hauptkirche des Kirchensprengels jenseits der Theiß in der Reformierten Kirche in Ungarn.

## Geschichte

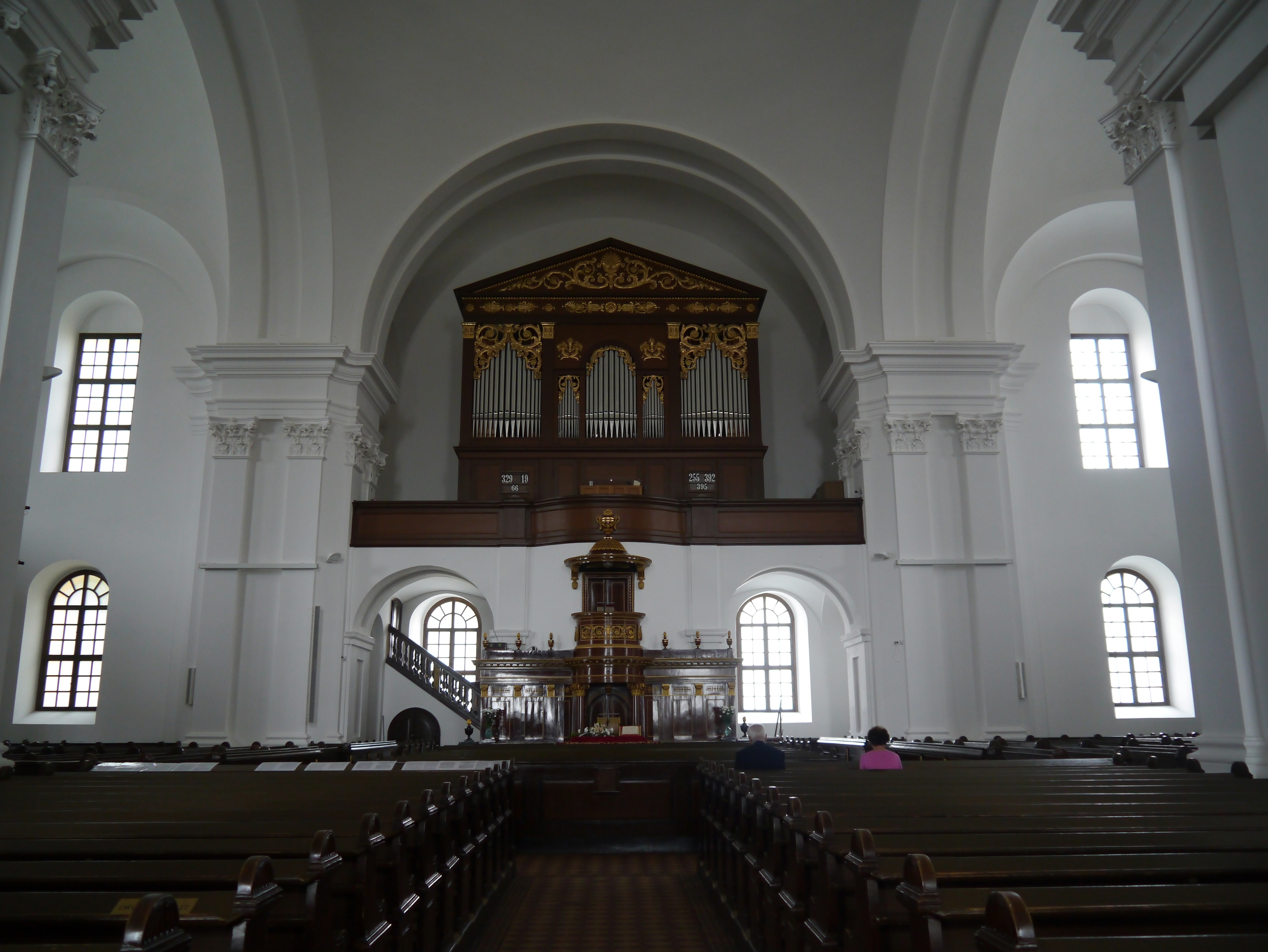
Innenansicht

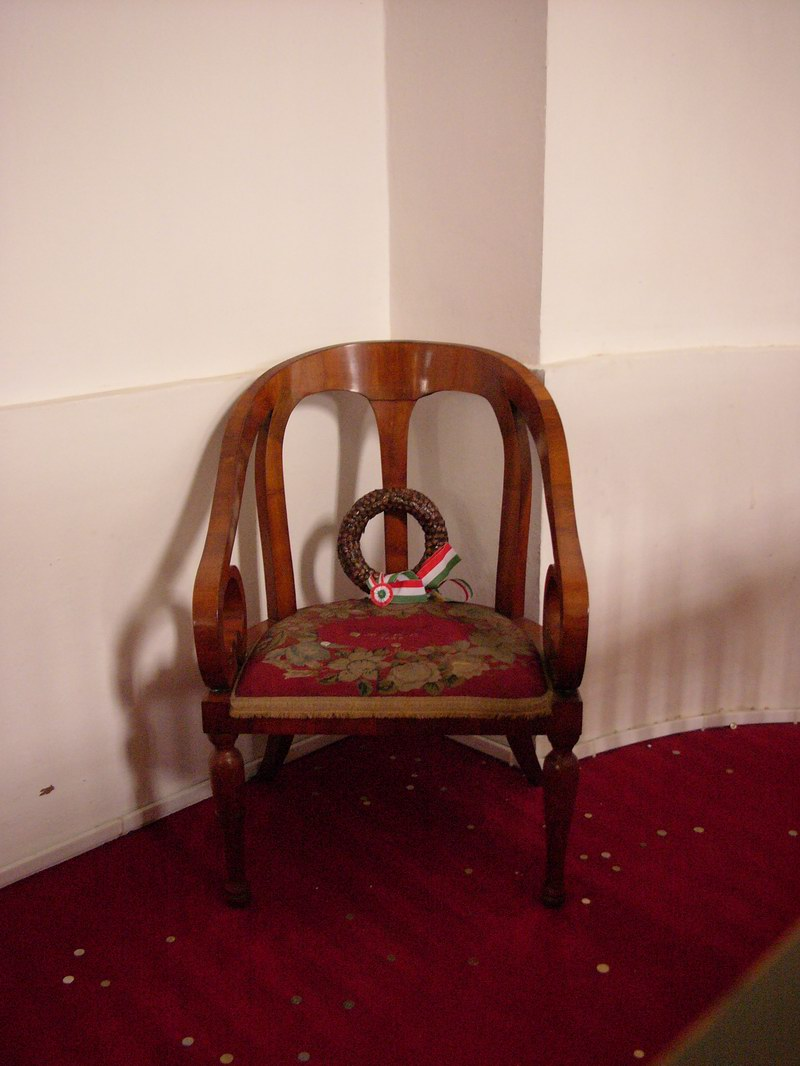
Sessel des ungarischen Revolutionärs Lajos Kossuth

An der Stelle der heutigen Kirche befand sich bereits im 10. Jahrhundert eine Kirche, die so wie die nachfolgenden Kirchenbauten durch einen Brand zerstört wurde. Zwischen 1297 und 1311 wurde an ihrer Stelle die St.-Andreas-Kirche errichtet. Jene war eine gotische Hallenkirche. Die rund 16 mal 46 Meter große Kirche brannte 1564 abermals ab. Die sich damals bereits zum Protestantismus bekennende Stadtbevölkerung begann 1626 mit der Neuerrichtung der Andreaskirche. Mit der Unterstützung von György Rákóczi konnte der Bau bereits 1628 vervollständigt werden. 1640–42 errichtete man einen außergewöhnlichen Turm, in dem eine 60 Zentner schwere Glocke, die aus österreichischen Kanonenkugeln gegossen wurde, aufgehängt wurde. 1707 wurde die Kirche während des Unabhängigkeitskampfes durch die kaiserlichen Truppen beschädigt. Am 11. Juni 1802 brannte die Kirche erneut bei einer Feuersbrunst nieder.
Das heutige Gebäude wurde zwischen 1805 und 1824 im klassizistischen Stil errichtet. Der Bau der neuen klassizistischen Kirche begann am 8. April 1805. Die ursprünglichen Pläne stammen von Mihály Péchy, die jedoch mehrmals bis zur Fertigstellung der Kirche abgeändert wurden. Der ursprüngliche Plan sah eine Kirche mit einem kreisförmigen Grundriss und einer großen Kuppel neben den zwei Türmen vor, der aber aus wirtschaftlichen Gründen verworfen wurde. Der westliche Turm wurde 1818 fertig, der östliche am 6. August 1821. Beide Türme sind jeweils 61 Meter hoch. Die ursprünglichen Pläne sahen auch eine Kuppel vor, die jedoch nicht realisiert wurde. 1823/24 wurde die Südfassade nach den Plänen von Károly Rábl neu gestaltet. Die mit Uhren versehenen Turmhelme tragen auch noch barocke Stilelemente. Der linke Turm ist besteigbar. In ihm befindet sich auch die im Jahr 1873 nach der Feuersbrunst von Ignaz Hilzer aus Wiener Neustadt neu gegossene, 2500 kg schwere Rákóczi-Glocke mit einem Durchmesser von 1,90 Metern. Sie hat den Schlagton gis°±0. Eine zweite Glocke, ebenfalls von Hilzer 1873 gegossen, ist auf c' gestimmt.
Das Hauptschiff der Kirche ist 55 Meter lang und beinahe 15 Meter breit. Das Querschiff ist 38 Meter lang und 14 Meter breit. Der Innenraum ist wie bei reformierten Kirchen üblich in Weiß ausgestaltet. Der Innenraum ist 21 Meter hoch. Die Kirche bietet für 3000 Gläubige Sitzplätze, insgesamt bis zu 5000 Plätze. Gegenüber dem Haupteingang befindet sich die Kanzel, der Altartisch und der Moses-Sessel, sowie der Lajos Kossuths Sessel, in dem Lajos Kossuth während der Nationalversammlungs-Sitzungen in der ungarischen Revolution 1849 gesessen hat. Von diesem Sessel aus erklärte er am 14. April 1849 die Unabhängigkeit Ungarns vom Habsburgerreich. Der Sessel wird noch heute in der Kirche ausgestellt, zieht weiter Scharen von Besuchern an und macht Debrecen, zusammen mit der Kossuth-Statue vor dem Hauptportal der Kirche, zu einem Zentrum der ungarischen Kossuth-Verehrung. Des Weiteren besitzt Kirche besitzt zwei Orgeln. Eine befindet sich direkt oberhalb des Haupteinganges im Süden der Kirche. Hierbei handelt es sich um eine neue, elektronische, mit Resonanzröhren aufgebaute Orgel mit drei Manualen und 52 Registern, die der Elektronikingenieur Péter Albert 1981 plante. Die ältere klassizistische Orgel befindet sich ihr gegenüber hinter der Kanzel. Sie wurde 1838 von Jacob Deutschmann errichtet. Hierbei handelt es sich um eine klassizistische Kastenorgel mit 3 Manualen und 43 Registern.